# 세계 동물 보건 기구

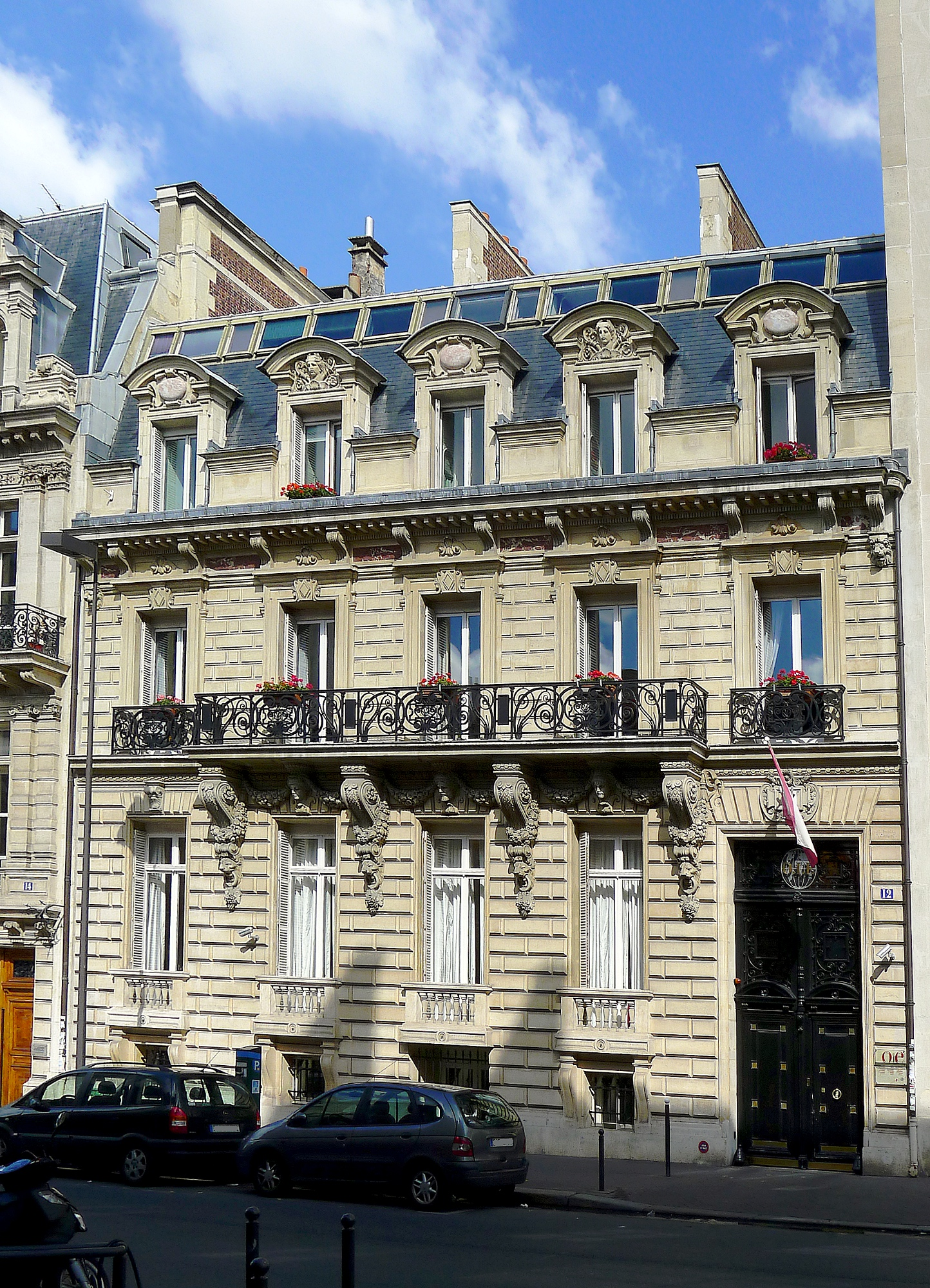
프랑스 파리의 WOAH본부

세계 동물 보건 기구 (WOAH; World Organisation for Animal Health)), 이전명칭 OIE(프랑스어: OIE, Office international des épizooties; 국제 수역 사무국(國際獸疫事務局))는 전 세계적인 가축 위생의 향상과 동물 복지의 증진을 위해 설립된 국제 기구이다. 1924년 1월 25일 28개국이 서명한 국제 협정을 토대로 프랑스 파리에 설립되었으며, 1995년 동물검역에 관한 국제기준을 수립하는 국제기관으로 공인되었다. 2018년 현재 182개 회원국이 가입해 있다. WOAH는 UN시스템에 속하지 않으며, 자체 규정에 따라 운영된다. WOAH는 국제적 동물 및 축산물 교역 표준 규범인 '동물위생규약'과 '가축전염병 진단 및 백신 매뉴얼'의 제정 및 개정을 담당하고 있다.

## 설립 연혁
가축전염병으로 인한 공통적이고 항구적인 위험에 대처하기 위해서는 국경을 초월한 공동의 노력이 필요하다. 새로운 질병이 발생할 경우 본 기구를 통하여 각국에 통보하고 유익한 정보를 제공하며, 국내 위생상태의 개선과 가축 전염병의 근절 및 확산 방지를 위해 1924년 1월 25일 파리에서 28개국이 국제수역사무국협정에 서명함으로써 국제수역사무국(OIE)이 정식으로 발족되었다. 기구명 약칭은 설립시부터 OIE를 사용하였으며, 2013년 World Organisation for Animal Health (WOAH)로 기구명을 변경하였으나, 역사성을 고려하여 계속 OIE를 약칭으로 사용하다가, 2022년 5월부터 OIE 명칭 사용을 중단하고, WOAH만 사용한다.

## 설립 목적
- 국제적으로 발생하는 가축전염병과 동물원성 감염증 현상을 위해 노력한다.
- 가축전염병에 관한 과학적인 정보를 수집, 분석, 배포한다.
- 동물병을 억제하는 부분에 있어서 전문가의 의견을 제공하고 국제적 협력을 증진시킨다.
- WTO SPS 조약의 위임 아래 동물 또는 동물관련 제품 무역 부분에 있어서 국제무역보호 차원에서 위생 기준을 정한다.
- 법률 체지와 국가별 수의학 시설의 자료를 발전시킨다.
- 동물을 이용한 음식의 안정성을 보장하고 과학적 접근법을 통하여 동물의 복지를 늘린다.

## 조직
- 본부(파리)에 사무총장실, 행정지원국, 동물위생정보국, 과학기술국, 국제교역국, 지역활동국(5)을 두고 있다.
- 지역 대표부 및 준지역 대표부 11개소를 두고 있다: 아프리카(4), 아메리카(2), 아시아태평양(2), 유럽(2), 중동(1)
- 전문가 특별위원회(육상동물위생규약, 과학, 생물학적 표준, 수생동물)와 워킹그룹(동물복지, 야생동물, 식품안전) 및 다수의 전문가 ad hoc Group을 두고 있다.
- WOAH 국제표준 실험실과 협력센터를 두고 있다.

## 주요기능
- 각 국의 동물 위생 상황에 대한 투명성의 강화
- 수의과학 관련 정보의 수집, 분석 및 공유
- 동물 질병 방제 분야의 국제적 협력의 증진
- 동물 및 축산물의 국제 교역에 관한 규약 제정을 통한 위생 안전
- 과학적 접근에 의한 동물 복지의 증진

## 한국과의 관계
대한민국은 1953년 11월 18일 정회원국으로 가입한 이래, 매 총회 및 지역회의에 농림축산검역본부 관계자들이 참석하여 왔다.